# 梅灘勧善駅

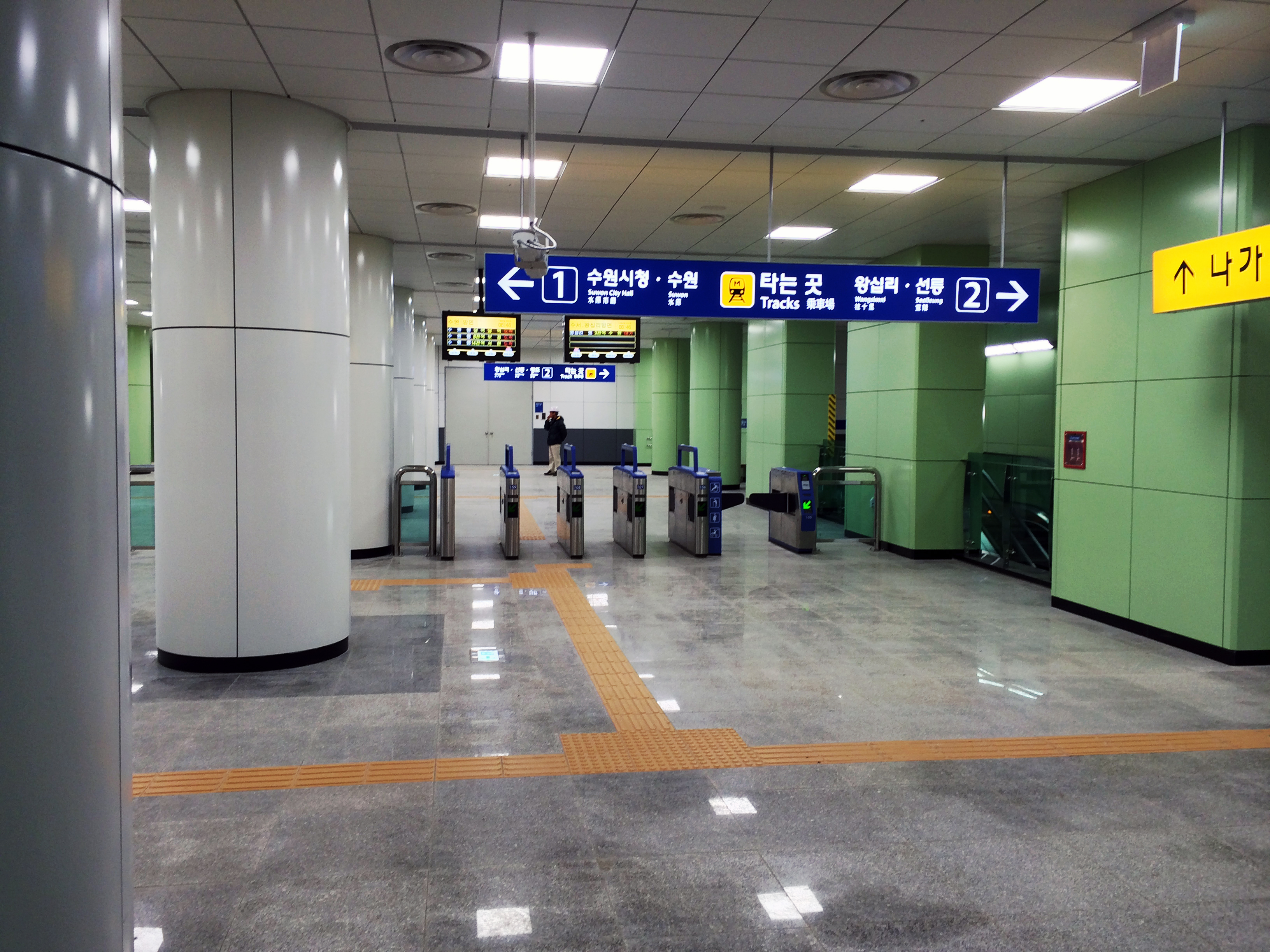
改札口

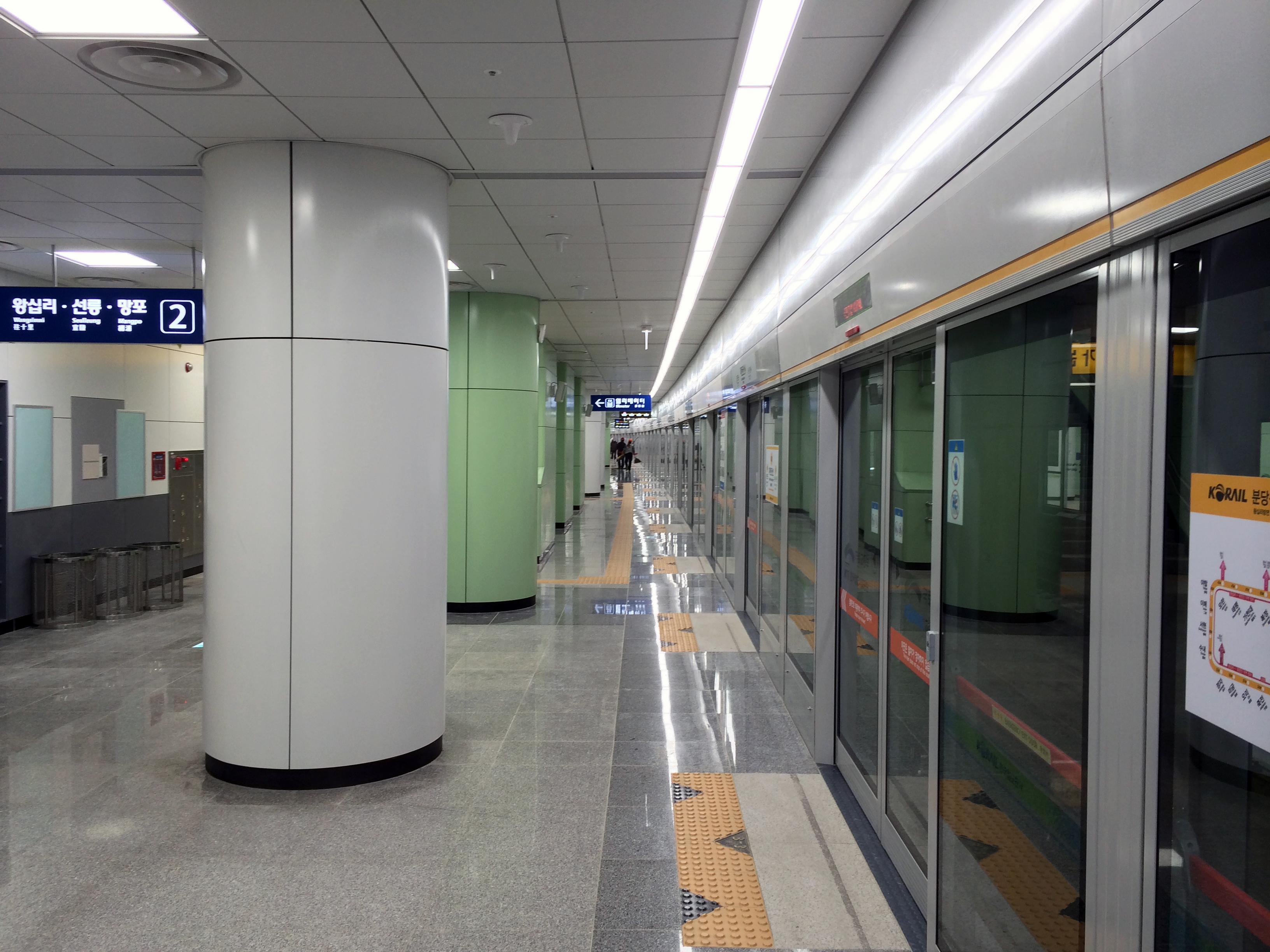
2番ホーム

梅灘勧善駅（メタングォンソンえき）は大韓民国京畿道水原市霊通区梅灘3洞にある、韓国鉄道公社（KORAIL）水仁・盆唐線の駅。駅番号は(K242)。

## 歴史
- 2013年11月30日 - 開業。
- 2020年 9月12日 - 水仁線の水原延伸により路線名が盆唐線から水仁・盆唐線に変更。

### 駅名について
駅名の決定については、霊通区梅灘洞と勧善区勧善洞の両住民の間で揉めた。勧善洞の住民は「駅が二つの洞の境界にあるが、梅灘という名称のみを使用することはよろしくない」と主張し、駅名を「三星デジタル駅」や「勧善駅」にするよう主張した。
最終的には2つの洞の名称を組み合わせた名前（勧善梅灘駅・梅灘勧善駅）のどちらにするかの投票が行われ、その結果「梅灘勧善駅」に決定した。

## 駅構造
相対式ホーム2面2線を有する地下駅で、エレベーター・エスカレーター・ホームドア設置駅。出口は5ヶ所ある。

### のりば
| 1 | 水仁・盆唐線 | 水原・烏耳島・仁川方面 |
| 2 | 水仁・盆唐線 | 網浦・宣陵・往十里方面 |

## 利用状況
近年の一日平均乗車人員推移は下記の通り。
なお、2013年は開業日の11月30日から12月31日までの32日間を基準にしたものである。
| 路線         | 路線     | 2010年 | 2011年 | 2012年 | 2013年 | 2014年 | 2015年 | 2016年 | 2017年 | 2018年 | 2019年 | 出典  |
| ------------ | -------- | ------ | ------ | ------ | ------ | ------ | ------ | ------ | ------ | ------ | ------ | ----- |
| 水仁・盆唐線 | 乗車人員 | 未開業 | 未開業 | 未開業 | 3,481  | 3,811  | 4,170  | 4,341  | 4,445  | 4,673  | 4,738  | [ 4 ] |
| 水仁・盆唐線 | 降車人員 | 未開業 | 未開業 | 未開業 | 3,397  | 3,635  | 3,913  | 4,046  | 4,161  | 4,382  | 4,481  | [ 4 ] |
| 路線         | 路線     | 2020年 | 2021年 | 2022年 | 2023年 |        |        |        |        |        |        | [ 4 ] |
| 水仁・盆唐線 | 乗車人員 | 3,540  | 4,028  | 4,658  | 5,098  |        |        |        |        |        |        | [ 4 ] |
| 水仁・盆唐線 | 降車人員 | 3,359  | 3,888  | 4,473  | 4,902  |        |        |        |        |        |        | [ 4 ] |

## 駅周辺
- 明堂初等学校
- 梅峴中学校
- 梅峴初等学校
- 華虹高等学校
- 勧善洞聖堂
- 勧善高等学校
- 孝園高等学校
- 孝園初等学校
- 霊通区庁
- 遠川里川

## 隣の駅
韓国鉄道公社
 水仁・盆唐線
急行
通過
緩行
網浦駅 (K241) - 梅灘勧善駅 (K242) - 水原市庁駅 (K243)